# Manaus
Manaus város Brazíliában, Amazonas állam székhelye, a Rio Negro és az Amazonas folyó összefolyásánál. A város lakossága 1 860 000 fő, az agglomerációé 2 284 000 volt 2012-ben, ezzel az ország egyik legnagyobb települése. A város nagy része modern, de a vízparton még vannak hagyományos, cölöpökre épített házak is.

## Története
Manaus valószínűleg az eredetileg a területen élő manao indiánokról kapta a nevét. A település helyén kezdetben az őserdei indiánok szétszórt házai álltak. Majd megérkeztek a portugál misszionáriusok, hogy megtérítsék az esőerdőben lakó bennszülötteket. Szokás szerint jöttek a katonák is, akik 1669-ben kis erődöt emeltek itt. Az erőd köré letelepítették a megtérített indiánokat, kikötőt építettek. 1850-ben Manaus még mindig egy apró település, pár ezer lakossal. Közben az európaiak megismerkedtek a kaucsukfák tejszerű nedvével, amivel az indiánok a csónakjaikat tömítették, és világítottak is vele. 
Majd elkezdődött a gumikorszak. Az áttörést az hozta, amikor az amerikai Goodyear felfedezte a vulkanizálást: a nyers kaucsuk hevítve, kén hozzáadásával, tartósan rugalmas anyaggá, gumivá alakul. A 19. század végétől az autóipar megjelenésétől kezdve ugrásszerűen megnőtt a kereslet a kaucsuk iránt. Manaus a század végén a világ egyik legfontosabb gumikikötője lett. A gumiexportból befolyt mesés jövedelmekből az őserdő mélyén felépült egy, a kor gazdag európai városaival vetekedő település. Az utcákat kikövezték, bevezették a villanyt, a vizet, kiépült a telefonhálózat. Kórház, színház, templomok és bordélyházak is épültek. Egy élelmes angol azonban kijátszotta a brazilok éberségét, és kivitte az országból a kaucsukfák magját. Az ázsiai gumi piacra dobásával a helyzet gyökeresen megváltozott. A gumi ára töredékére esett, ezzel Manaus gazdagsága és fénykora véget ért.
A város életének új fellendülése 1967-ben kezdődött a szabadkereskedelmi övezet megteremtésével. Adómentességgel számos iparágat vonzottak Amazónia szívébe. Többek között hajógyárak, faipari cégek, gépipar, elektronikai ipar, szappangyártás, kőolajfinomító és vegyi anyagokat gyártó üzemek települtek. A város ma is fokozatosan növeli részarányát Brazília GDP-jéből.

## Népesség
A város népességének változása:
| Lakosok száma | 175 343 | 314 197 | 642 492 | 1 010 544 | 1 405 835 | 1 802 014 | 2 182 763 | 2 219 580 | 2 255 903 | 2 063 689 |
|               | 1960    | 1970    | 1980    | 1991      | 2000      | 2010      | 2019      | 2020      | 2021      | 2022      |

### Etnikumok
A lakosság 64%-a mesztic, 32%-a fehér, 2,4%-a fekete, 1,6%-a egyéb.

### Vallás
A legtöbben a római katolikus egyház tagjai, de nagyon sok protestáns egyház is képviselteti magát. Így presbiteriánus, Calvary Chapel, Jehova tanúi, a hetednapi adventisták, az Utolsó Napok Szentjei, az evangélikusok, a metodisták, a baptisták, anglikán és más közösségek hívei. Sokan a spiritizmus követői. Kisebb létszámban minden más világvallás is jelen van. 

## Klíma
Manaus éghajlata trópusi monszun. Az Egyenlítő közelsége miatt a hőmérséklet évi ingadozása csekély.
| Hónap                         | Jan. | Feb. | Már. | Ápr. | Máj. | Jún. | Júl. | Aug. | Szep. | Okt. | Nov. | Dec. | Év   |
| ----------------------------- | ---- | ---- | ---- | ---- | ---- | ---- | ---- | ---- | ----- | ---- | ---- | ---- | ---- |
| Átlagos max. hőmérséklet (°C) | 30,0 | 30,0 | 31,0 | 31,0 | 31,0 | 31,0 | 31,0 | 33,0 | 33,0  | 33,0 | 32,0 | 31,0 | 31,4 |
| Átlagos min. hőmérséklet (°C) | 23,0 | 23,0 | 23,0 | 23,0 | 23,0 | 23,0 | 23,0 | 23,0 | 23,0  | 24,0 | 24,0 | 23,0 | 23,2 |
| Átl. csapadékmennyiség (mm)   | 260  | 288  | 313  | 300  | 256  | 114  | 87   | 58   | 83    | 126  | 183  | 217  | 2285 |
| Forrás: , weather.com         |      |      |      |      |      |      |      |      |       |      |      |      |      |

## Galéria
| Fotók |
| --- |
| - A város képe a folyóról - Manaus a magasból - Légifelvétel - Manaus - Városkép - Folyóparti kép - Kereskedelmi épületek - Híd a Rio Negrón |